# Bertha Czegka
Bertha Carolina Augusta Czegka (* 30. Juli 1880 in Feldkirch, Österreich-Ungarn; † 4. November 1954 in Hall in Tirol) war eine österreichische Karikaturistin, Illustratorin und Malerin.

## Leben

Bertha Czegka (1913)

Bertha Czegka besuchte zunächst ein Jahr lang die Zeichenschule von Franz Patek im Wiener Frauen-Erwerb-Verein. Anschließend studierte sie von 1897 bis 1902 an der Wiener Kunstgewerbeschule, wo sie figürliche Malerei bei Karl Karger und Aktzeichnen bei Andreas Groll erlernte. Sie nahm an Ausstellungen der Kunstgewerbeschule und an der Weltausstellung Paris 1900 teil. Auch im Wiener Dorotheum wurden ihre Arbeiten ab 1902 gezeigt. Später setzte sie ihre Studien an der Kunstgewerbeschule München bei Heinrich Knirr sowie in London fort.
1902 machte Czegka auf sich aufmerksam, als mehrere ihrer Karikaturen im Festalmanach Schwarz auf Weiß anlässlich des Balls der Kunstgewerbeschule erschienen. Sie porträtierte dafür die 24 an der Publikation beteiligten Autoren wie Hugo von Hofmannsthal und Franz Servaes. Auch das Titelbild des Almanachs gestaltete sie. Aufgrund seines Erfolges wurde das Werk danach auch vom Leipziger Verlag Heinrich Blömer herausgebracht. Ab 1904 arbeitete Czegka für verschiedene Zeitungen, so entwarf sie unter anderem satirische Blätter für die Wiener Zeit, die Österreichische Illustrierte Zeitung, das Illustrierte Sportblatt und Der liebe Augustin. Zwischen 1904 und 1914 schuf sie 34 Illustrationen für die Satirezeitschrift Meggendorfer-Blätter. Diese erschienen im Münchner Schreiber Verlag, der 1921 auch Czegkas Album Brav sein! herausbrachte. Zudem arbeitete sie als Buchillustratorin und Gebrauchsgrafikerin.
1911 nahm Czegka an der Jubiläumsausstellung der Genossenschaft der bildenden Künstler Wiens im Wiener Künstlerhaus teil. Ihr dort gezeigtes humoristisches Werk Wiener Straßenkehrer wurde vom Kaiser angekauft. Sie war langjähriges Mitglied der Vereinigung bildender Künstlerinnen Österreichs (VBKÖ) und blieb dies auch in der Zeit des Nationalsozialismus, als die Organisation in Vereinigung bildender Künstlerinnen der Reichsgaue der Ostmark umbenannt wurde. Häufig beschickte sie die Ausstellungen der VBKÖ in Wien, beginnend 1914 mit einer Reihe von Kapellmeister-Karikaturen (u. a. Felix Weingartner, Oskar Nedbal).
Czegka erteilte zwischenzeitlich Privatunterricht im Zeichnen. Sie lebte bis 1944 in Wien, danach in Tirol. 1954 starb sie im Alter von 74 Jahren im dortigen Hall.

## Familiäres
Ihre Taufpaten waren der österreichische Politiker, mehrmalige Minister und spätere 2. Präsident des Obersten Gerichtshofes Karl von Stremayr und dessen Gemahlin Bertha von Stremayr, Karl von Stremayr fungierte bereits am 28. August 1879, als er Justizminister war, bei der Trauung von Bertha Czegkas Eltern Theodor Joseph Czegka und Auguste Höller als Trauzeuge.

## Werk
Bertha Czegka wurde vor allem durch ihre satirischen Blätter bekannt, die sie in Tusche oder als Linien-Holzschnitte ausführte und die in verschiedenen Zeitschriften erschienen. Zeitgenössische Kritiker urteilten, bei ihren Arbeiten handele es sich um „durch Liebenswürdigkeit gemilderte Satire“, ihr Humor sei „breit und behaglich“. Sie schildere „keine großen sozialen, moralischen oder seelischen Konflikte“, sondern wolle lediglich über die „Fehler und Schwächen der Menschen, über allgemeine Nichtigkeiten und kleine Trivialitäten und Stimmungen des täglichen Lebens mit den Mitteln der Komik unterhalten und erheitern.“
Neben dem Zeichnen von Karikaturen steuerte Czegka auch Illustrationen zu Schul- und Kinderbüchern bei und gestaltete Gebrauchsgrafik wie Plakate, Ansichtskarten und vereinzelte Exlibris. Als Malerin schuf sie Genrebilder, Porträts und Stimmungslandschaften in Öl, Aquarell und Gouache. Werke von ihr befinden sich unter anderem in den Sammlungen des vorarlberg museums und der Albertina.
Einzelwerke (Auswahl)
- Frühlingslandschaft, Leinwand, 54 × 67,5 cm, vorarlberg museum[12]
- Kunstausstellung; K.K. Versteigerungsamt, I. Dorotheergasse 17, um 1900, Farblithographie, Druck Jacob Weiner, 570 mm × 355 mm, Albertina[13]
- Das bin ich. Wintermoden, farbige Zeichnung, sowie Der Glückliche, Karikatur, 1906 Ausstellung Acht Künstlerinnen und ihre Gäste[14]
- Wiener Straßenbilder sowie Das süße Mädi, Gouache, 1909 Ausstellung Acht Künstlerinnen und ihre Gäste[15]
- Wiener Straßenkehrer, 1911 Ausstellung Wiener Künstlerhaus, Ankauf vom Kaiser
- Blumenteufelchen, 1916 Ausstellung Kunstverein Baden[16]
- Der lachende Berg, Gouache, 1917 Ausstellung Kunstverein Baden[17]
- Der Athlet, Karikatur, sowie Winterzauber, Tempera, 1917 Ausstellung VBKÖ[18]
- und schö-hön wie die Nacht (Karikatur von Leo Slezak) erschienen u. a. in: Leo Slezak: Meine sämtlichen Werke. E. Rowohlt, Berlin 1922, S. 148[19]
- Gebirgsweg, 1927 Ausstellung VBKÖ[20]

Buchillustrationen (Auswahl)
- Schwarz auf Weiß. Wiener Autoren den Wiener Kunstgewerbeschülern zu ihrem Feste am 6. Februar 1902. Mit Originalzeichnungen und Buchschmuck von Wiener Kunstgewerbeschülern. Selbstverlag des Comites für das Fest der Kunstgewerbeschüler, Wien 1902 (auch: Schwarz auf Weiss: Humor und Satyre beliebter Autoren und Künstler. Mit 60 Originalzeichnungen und Buchschmuck. Heinrich Blömer, Leipzig 1902.)
- Julius Franz John: Neue Fibel: zugleich I. Teil des Deutschen Lesebuches für Volksschulen. Bilder von Alexander Bock und Berta Czegka. Kaiserlich-Königlicher Schulbücher-Verlag, Wien 1913 (17. Auflage: Österreichischer Bundesverlag, Wien 1927).
- Richard Klement: Der Spitzl und der Fritzl: Eine lustige Hunde- u. Bubengeschichte in Reimen. Schulbücherverlag, Wien 1923.
- Richard Klement: O, diese Lisi! Eine schlimme, aber lustige Mädelgeschichte in Reimen. Österreichischer Schulbücherverlag, Wien 1927.
- Heinrich Kolar, Josef Franz Pöschl: Wir lernen lesen: Erstes Lesebuch für die alpenländischen Volksschulen. Österreichischer Bundesverlag, Wien 1926.
- Margarete Böhm (Hrsg.): Ein frohes Jahr. Lustige Reime für Kinder. Österreichischer Bundesverlag, Wien 1946.

Publikationen
- Brav sein! Ein Kinderbuch. [Eingedr.] farbige Bilder und Verse. J. F. Schreiber, München 1921.

## Ausstellungen (Auswahl)
- 1900: Weltausstellung Paris
- 1901, 1903: Kunstgewerbeschule Wien
- 1904: Ausstellung von moderner Kunst und Kunstgewerbe, Salon Pisko, Wien[21]
- 1906, 1909: Acht Künstlerinnen und ihre Gäste, Salon Pisko, Wien
- 1911: Wiener Künstlerhaus
- 1914, 1916, 1917, 1919, 1921, 1923, 1925, 1926, 1927, 1930, 1932, 1936: Vereinigung bildender Künstlerinnen Österreichs, Wien
- 1916, 1917: Kunstverein Baden
- 1994: Heimatmuseum St. Anton

## Bildergalerie
- Schwarz auf Weiss. Originalzeichnungen

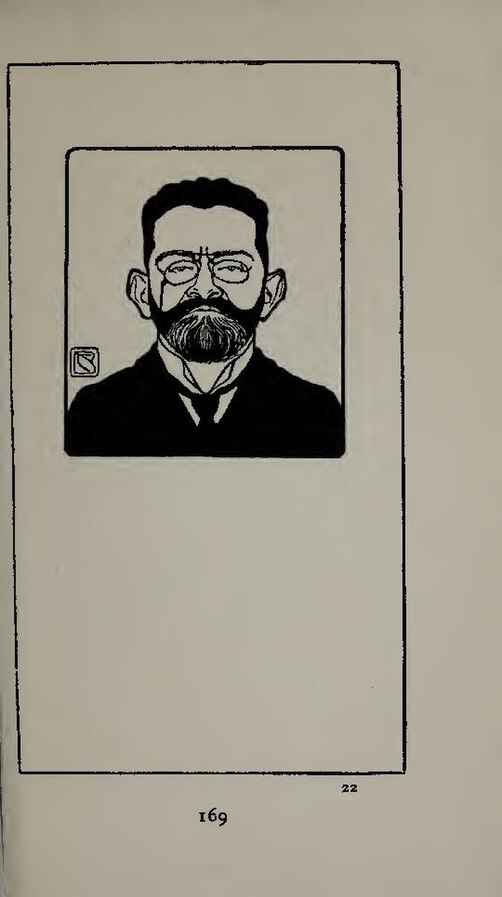
Adolf Gelber
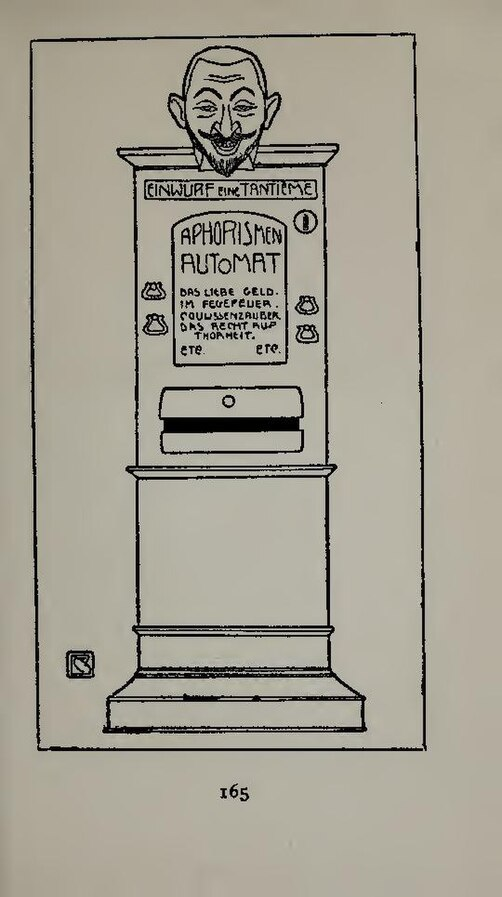
Alexander Engel
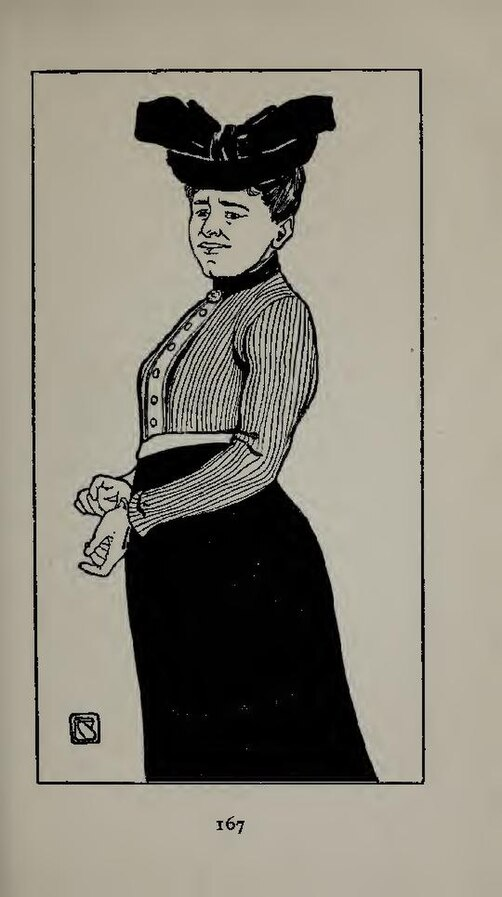
Amalie Falke von Lilienstein
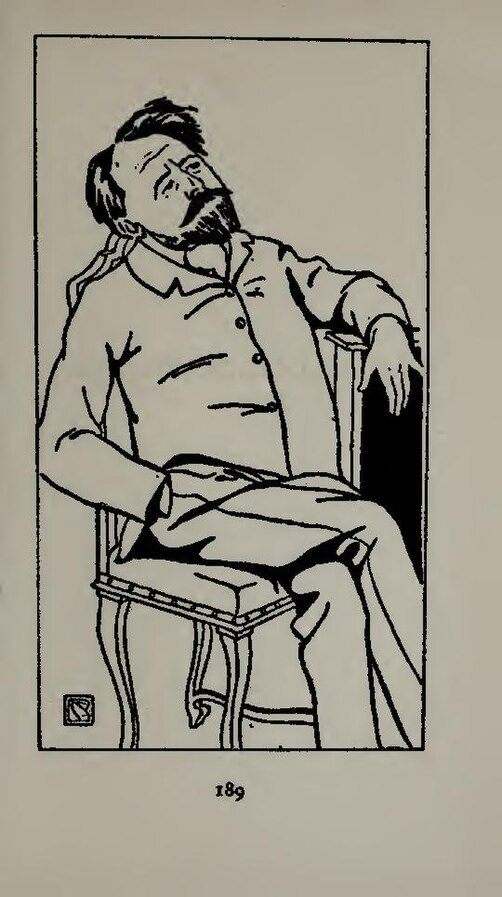
Arthur Schnitzler
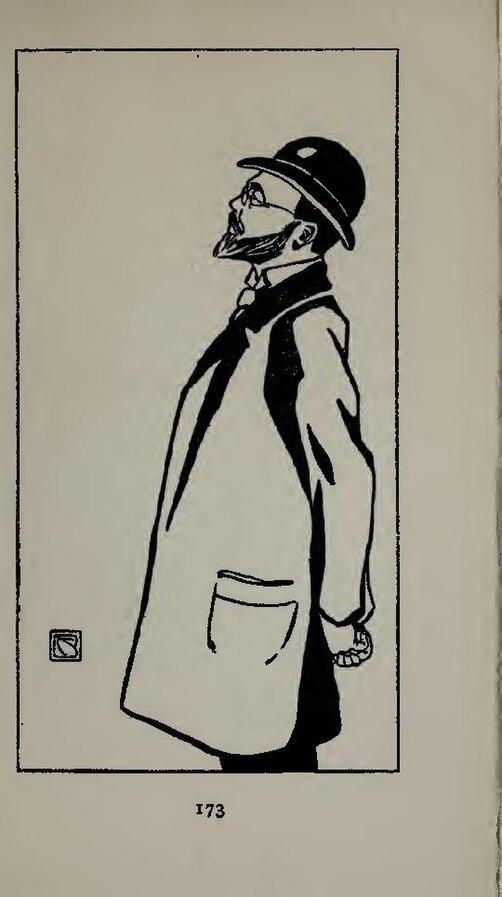
Balduin Groller
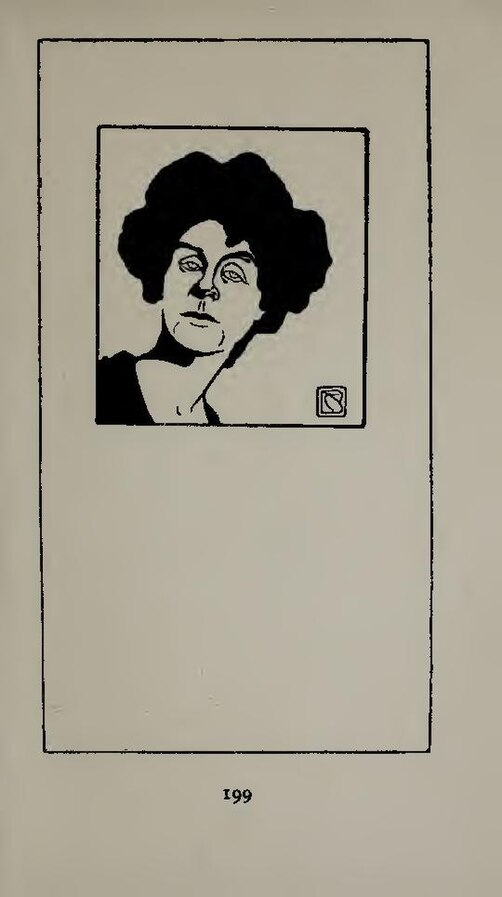
Bertha Zuckerkandl
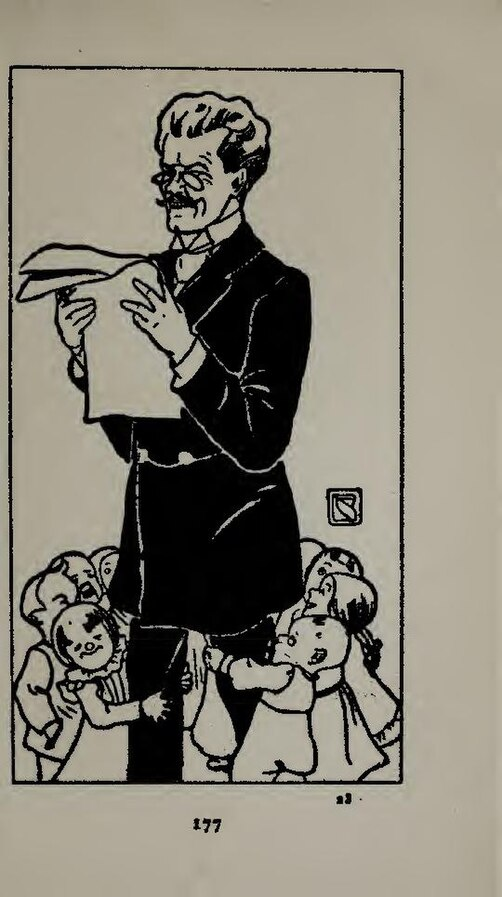
Edmund Hellmer
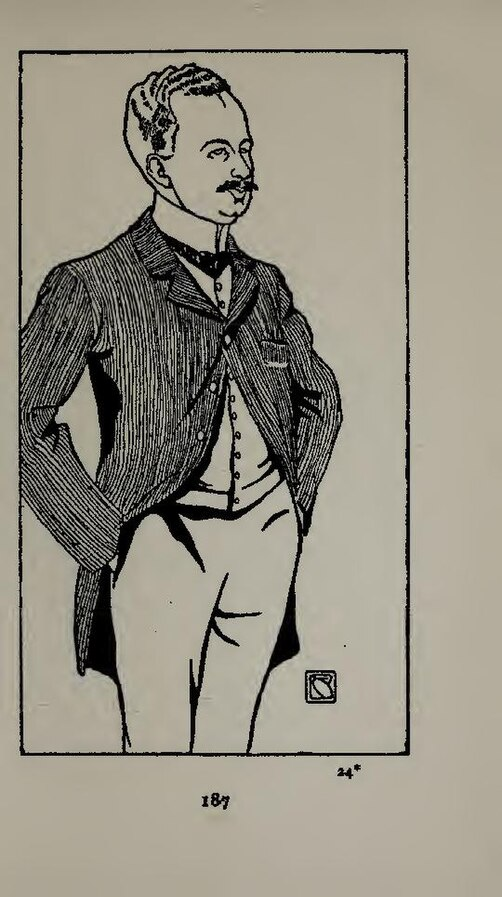
Felix Salten
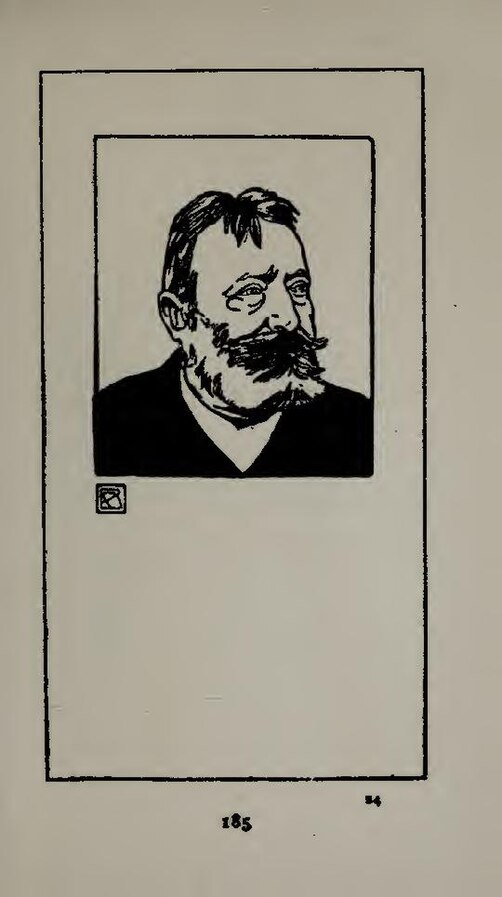
Ferdinand von Saar
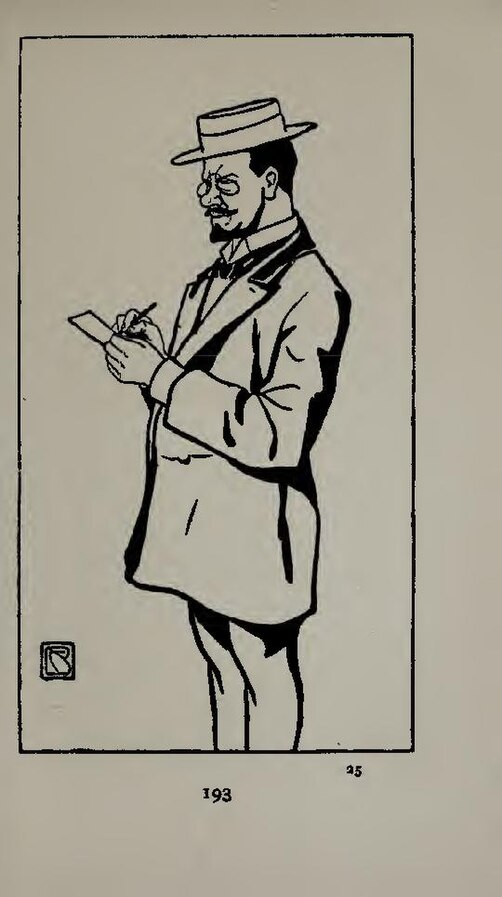
Franz Servaes
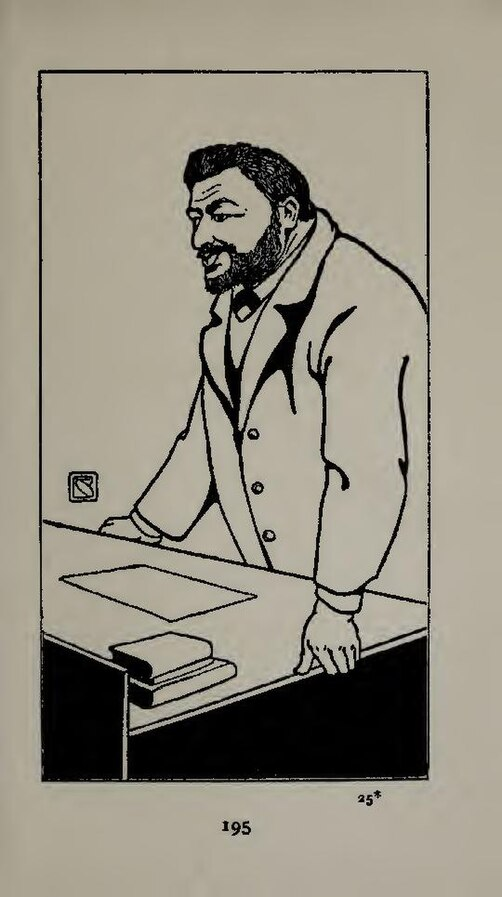
Friedrich Stern
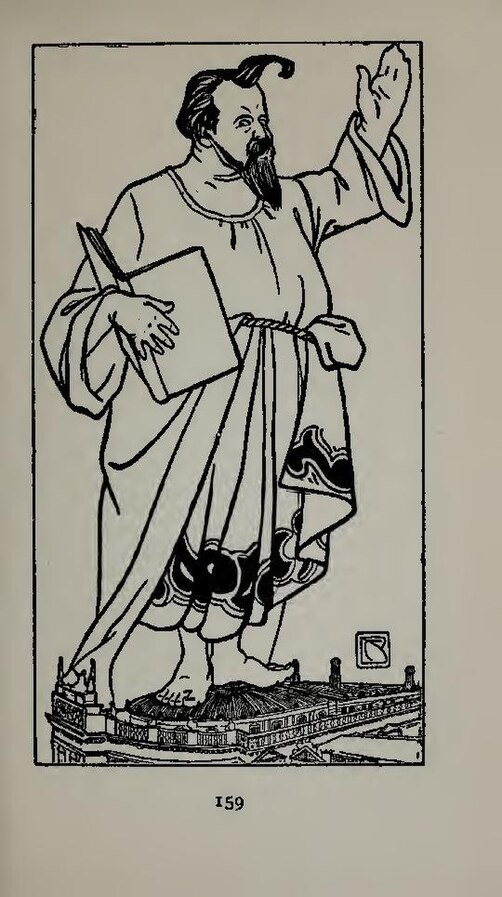
Hermann Bahr
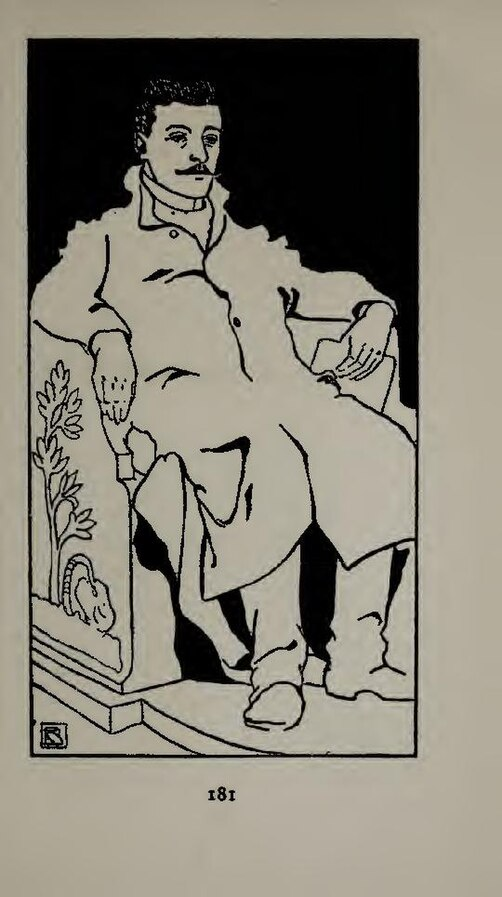
Hugo von Hofmannsthal
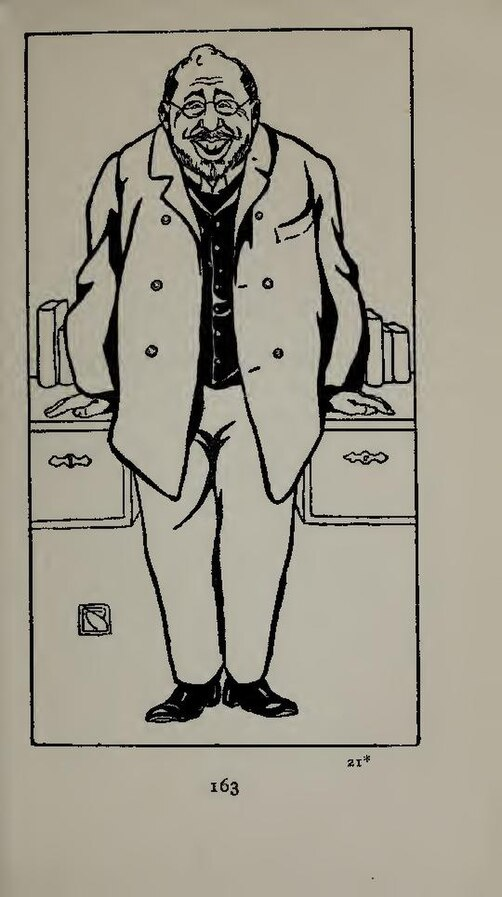
Jakob Julius David
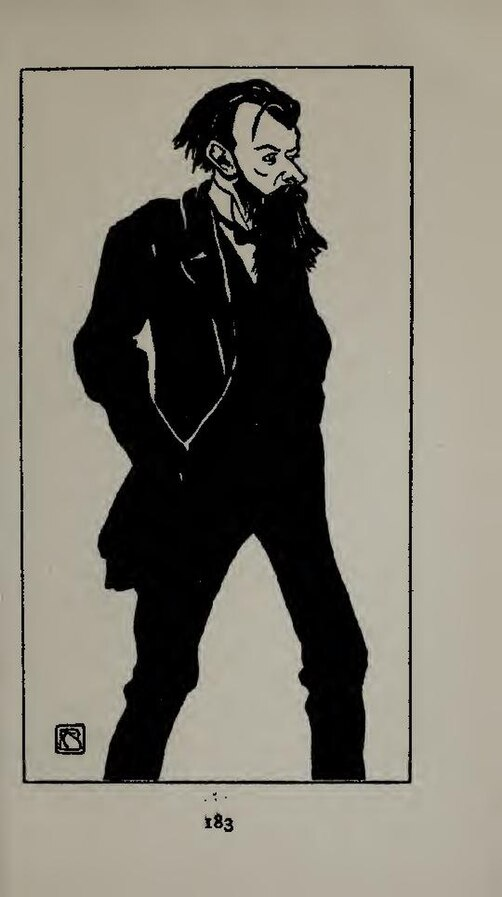
Karl Michael Kuzmány
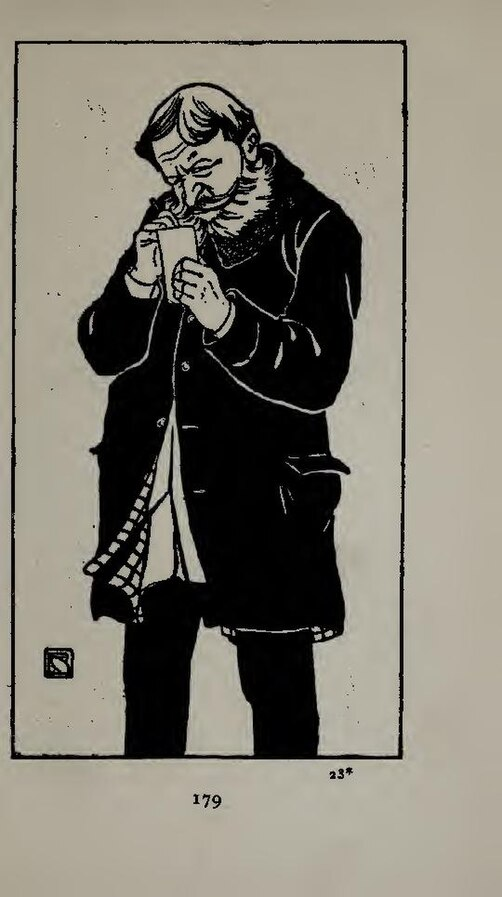
Ludwig Hevesi
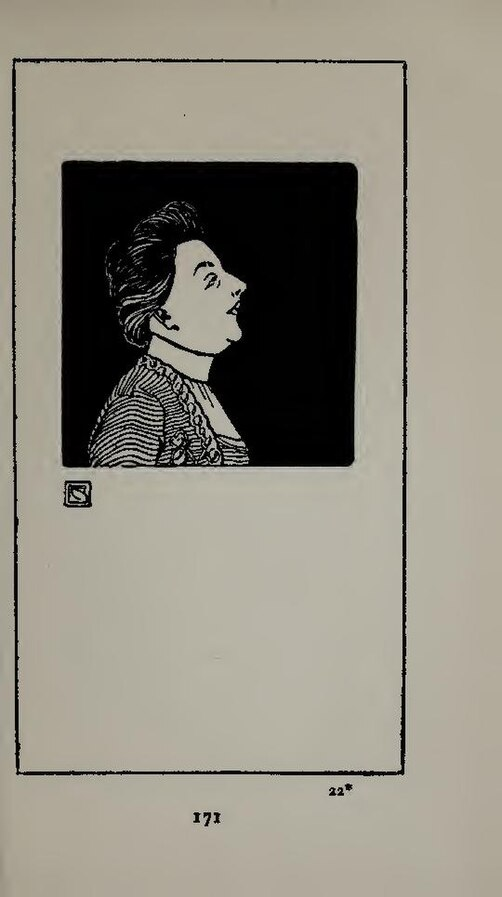
Marie Eugenie Delle Grazie
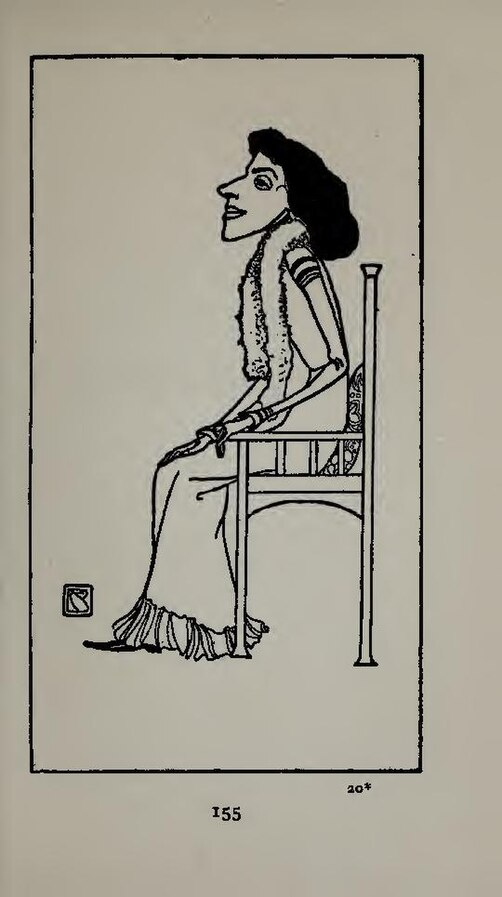
Paul Althof
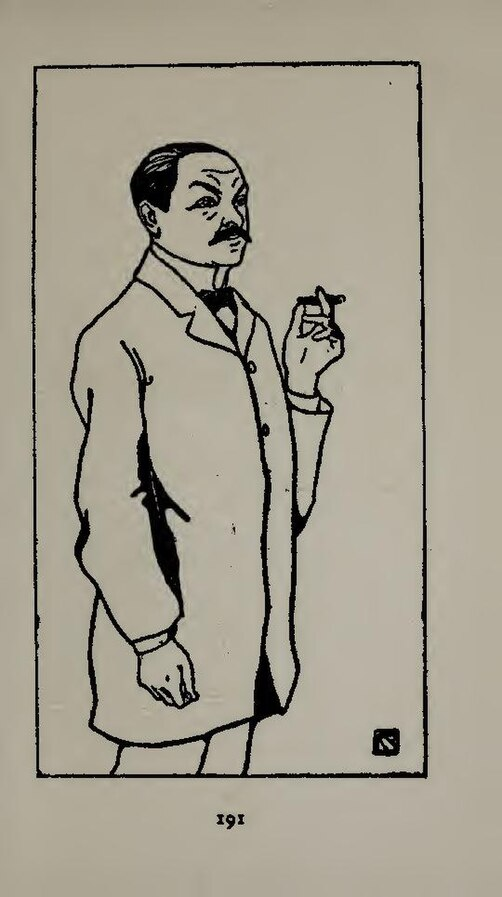
Paul von Schönthan
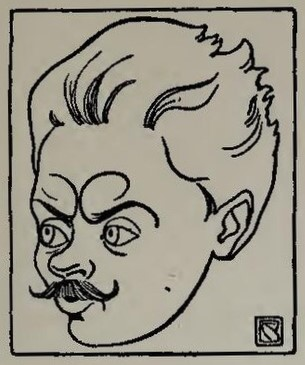
Paul Wilhelm
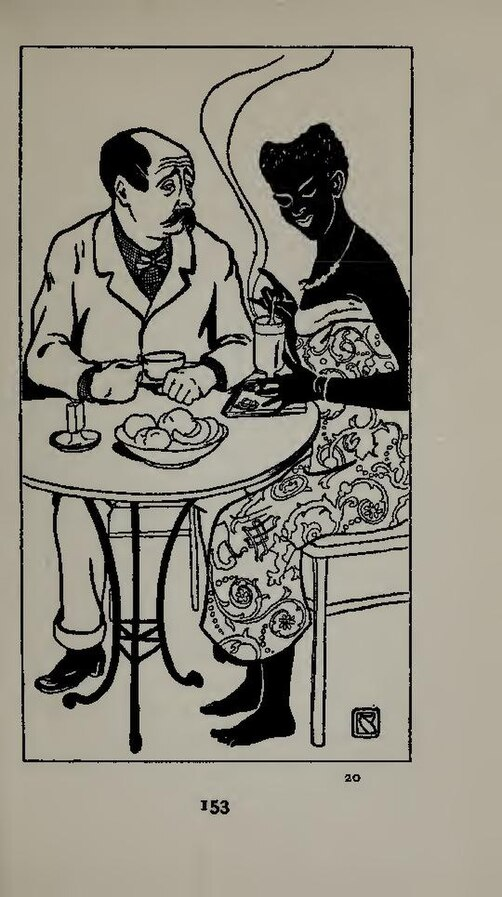
Peter Altenberg
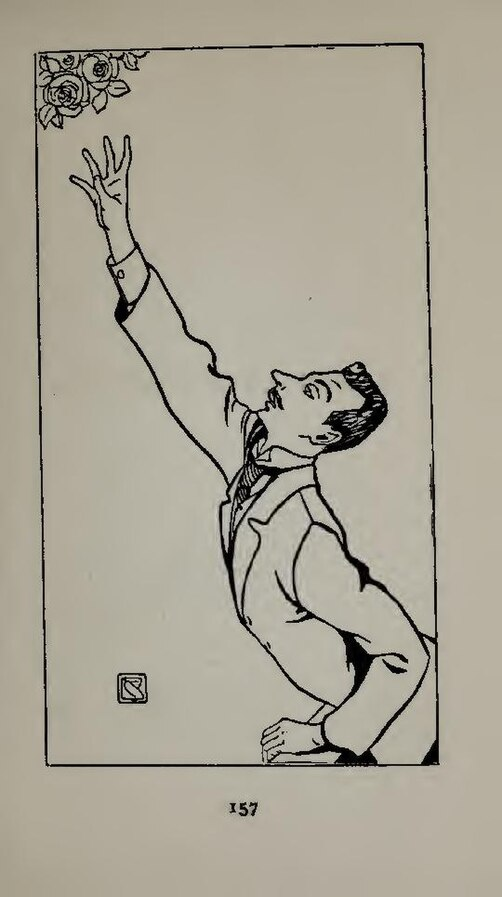
Raoul Auernheimer
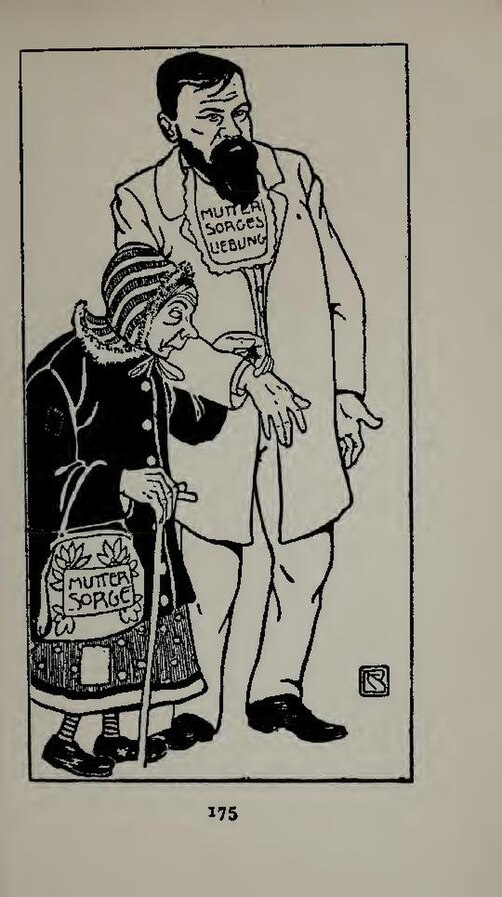
Rudolf Hawel
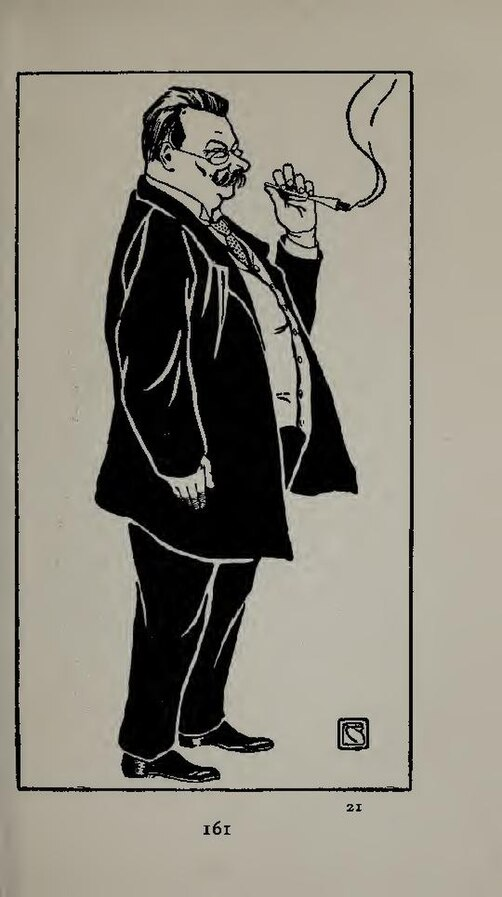
Vinzenz Chiavacci